# Dwór Kolibki
Dwór Kolibki, česky dvůr Kolibki nebo zámek Kolibki, se nachází u potoka Potok Kolibkowski v části Kolibki městské přímořské čtvrti Orlowo města Gdyně v Pomořském vojvodství v severním Polsku.

## Další informace
Areál Dwór Kolibki existoval pravděpodobně již v 16. století na dnes nejistém místě. V první polovině 19. století byla postavena centrální, tj. nejnižší část dnešního areálu s charakteristickým symetrickým uspořádáním dvou vchodů na průčelí. Ve druhé polovině 19. století byla přistavěna třípatrová východní část a o několik desetiletí později velmi podobná západní část. Na počátku 20. let dvacátého století byla uprostřed průčelí vybudována zastřešená terasa. V této podobě se areál dochoval dodnes. Místo je památkově chráněno. Poblíž areálu se nacházejí také historické stáje, vozovna a Park Kolibki.

## Galerie

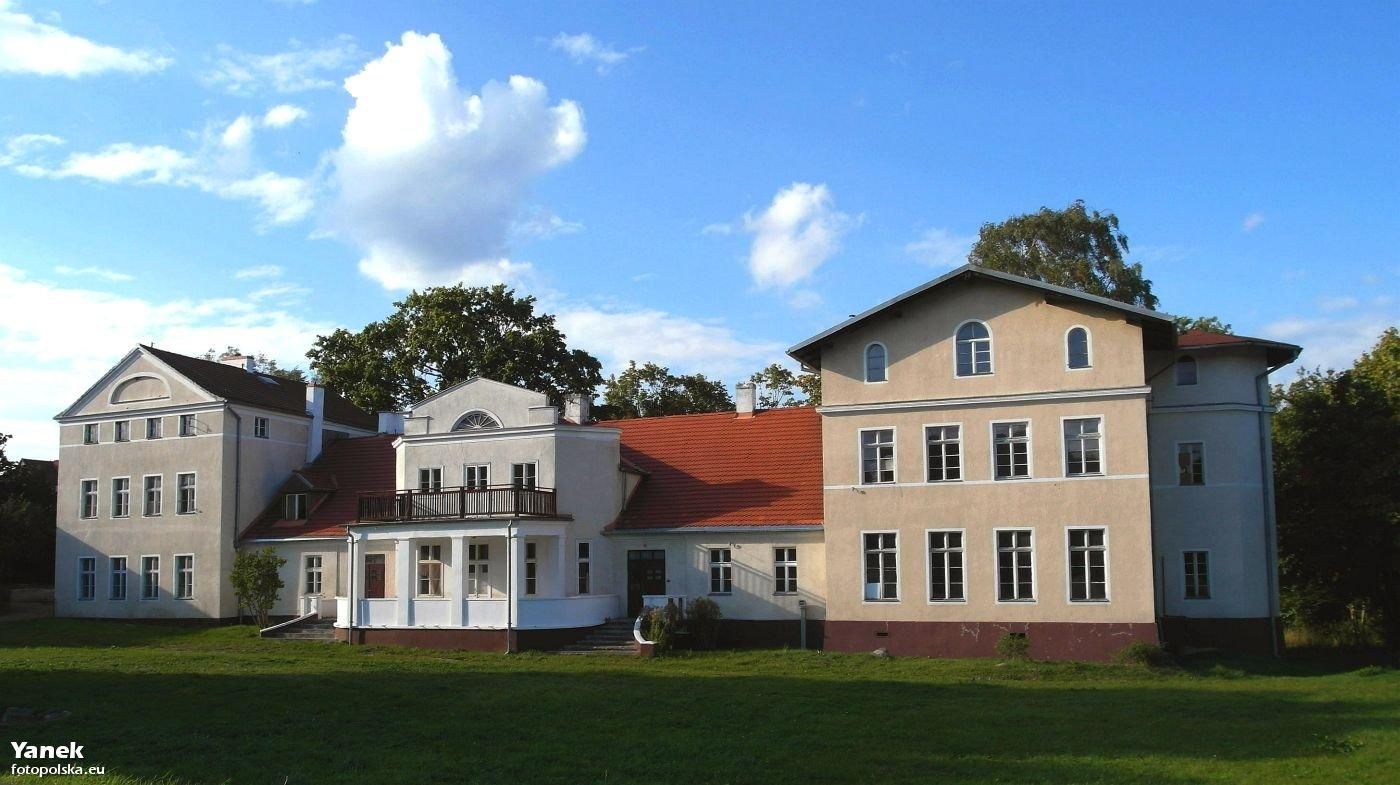
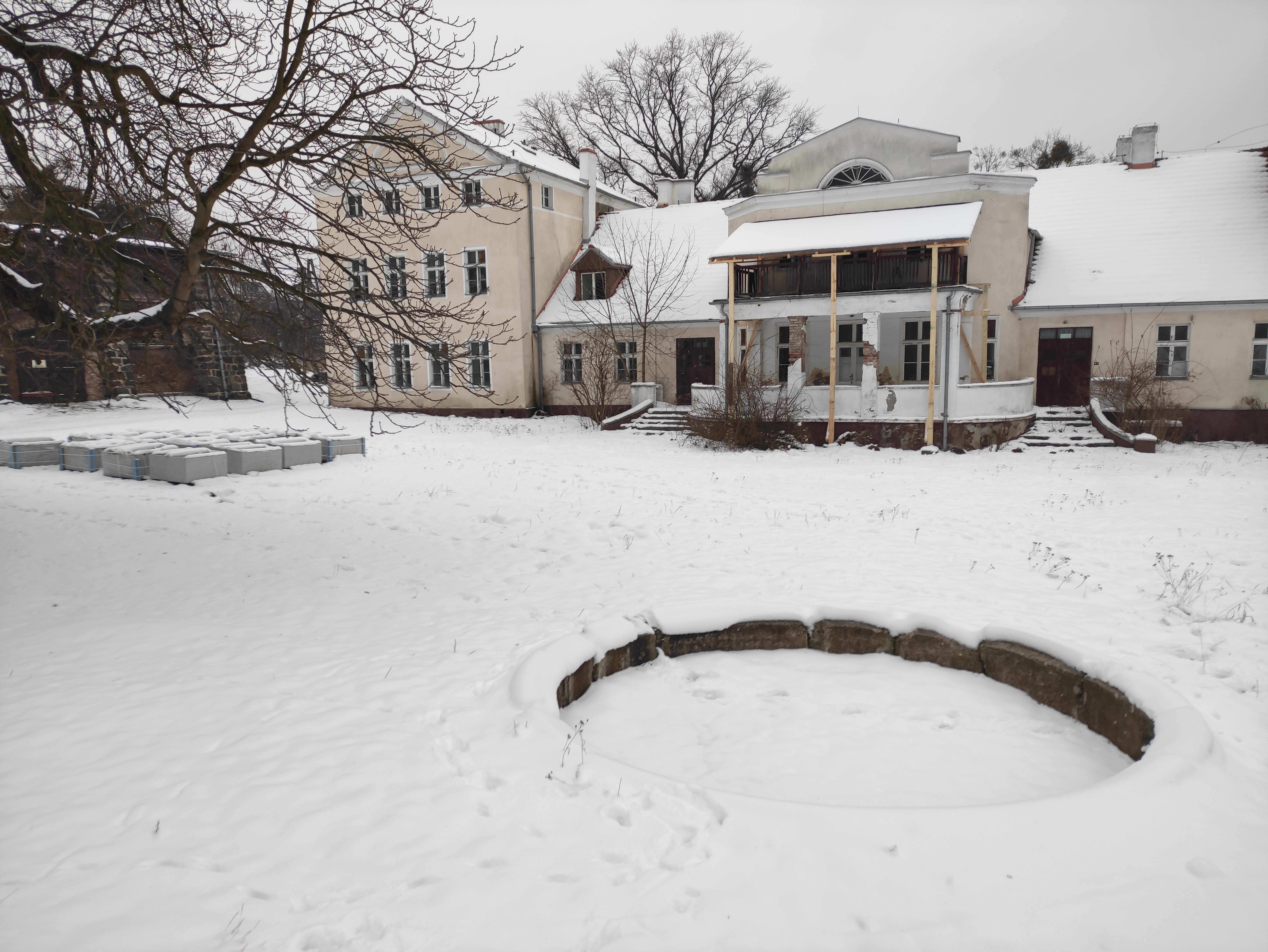
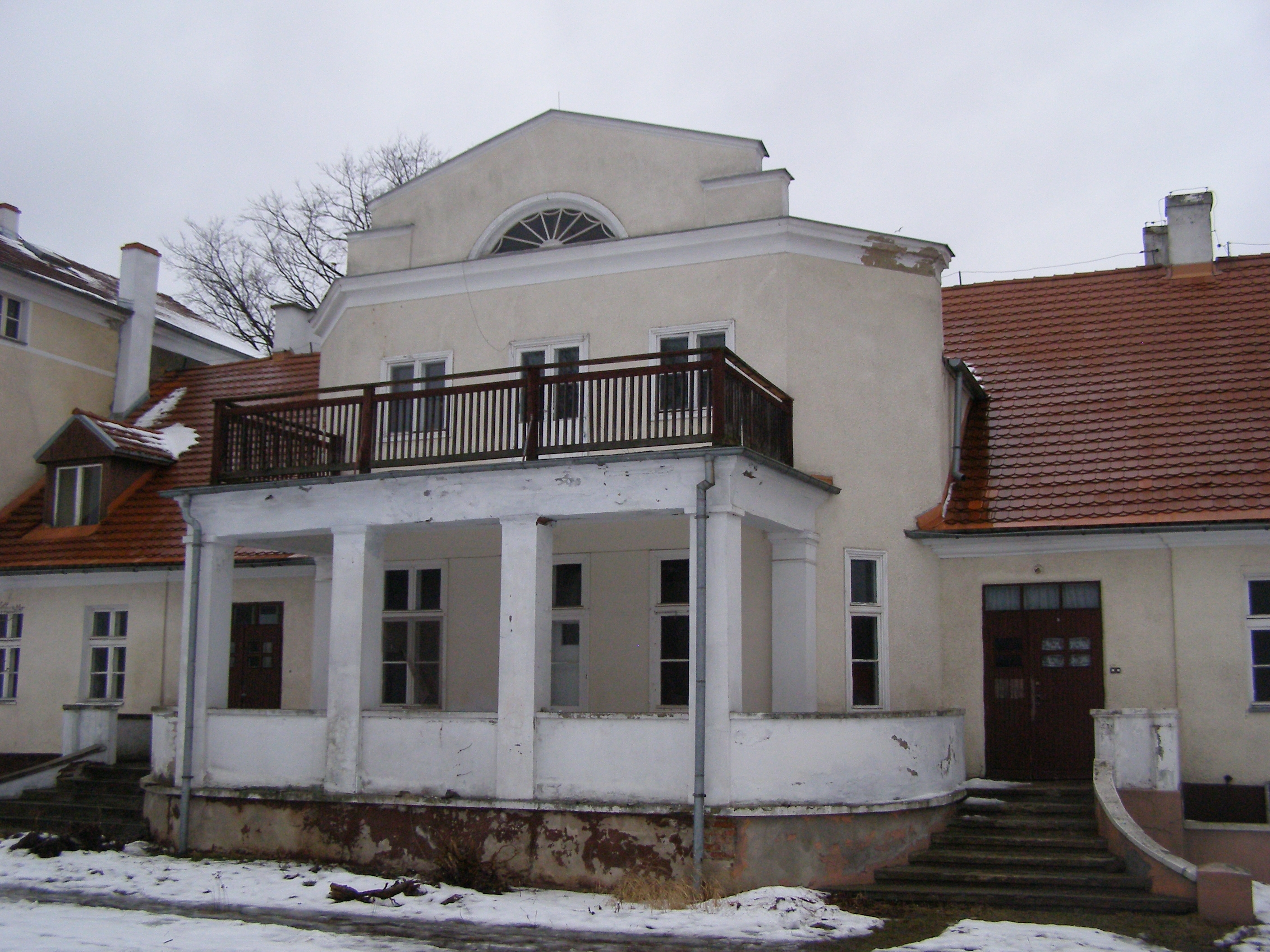
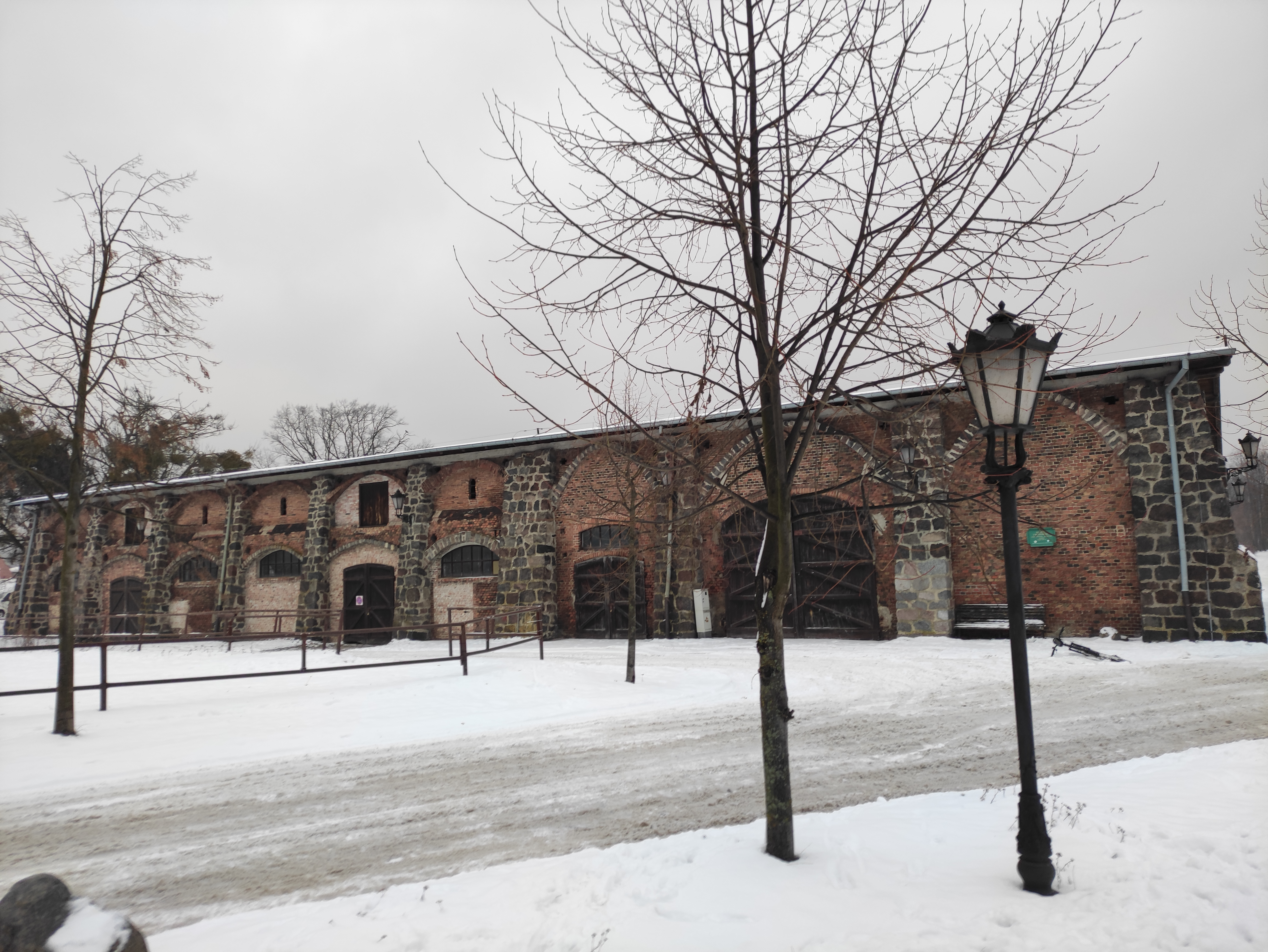
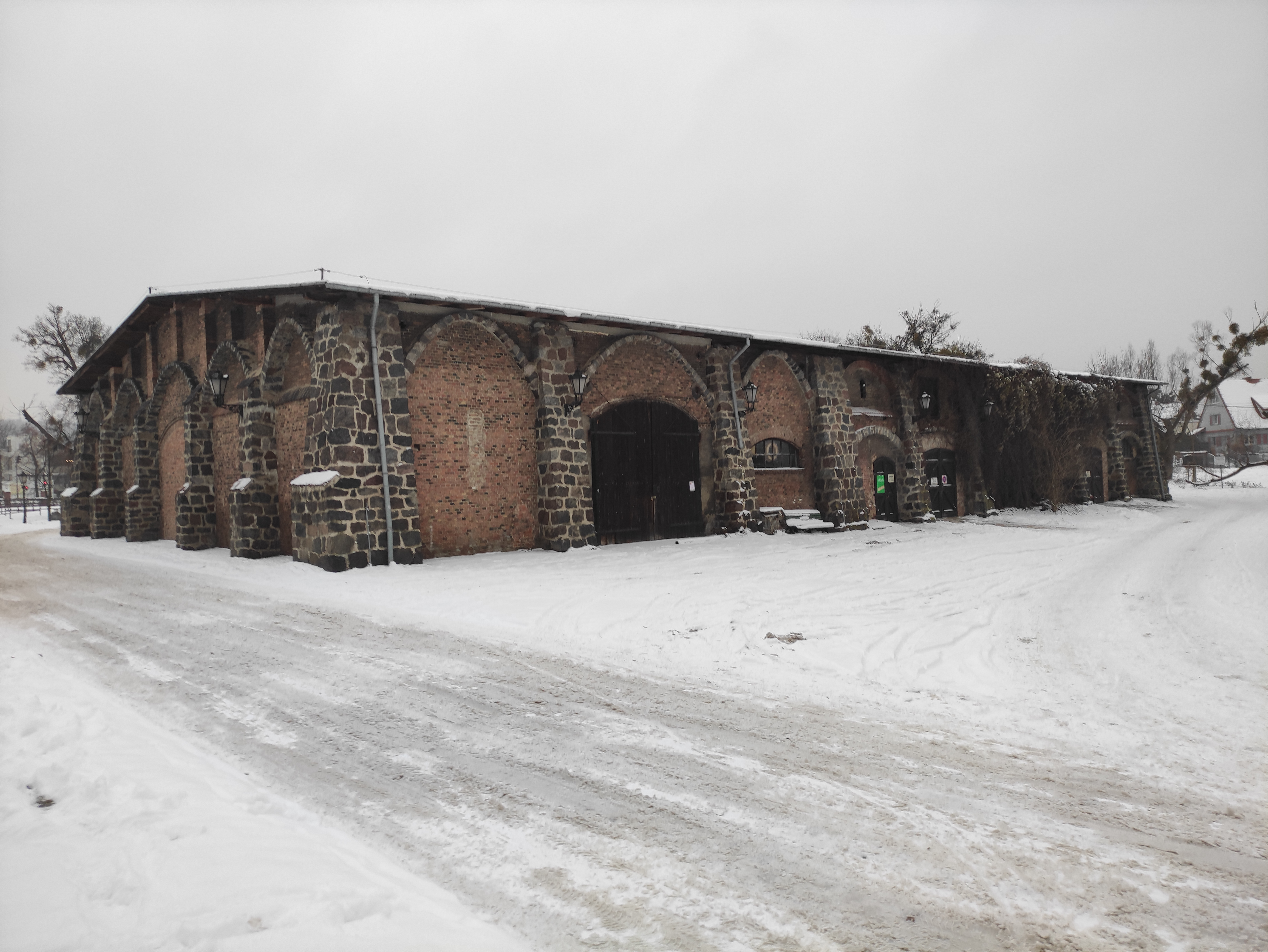
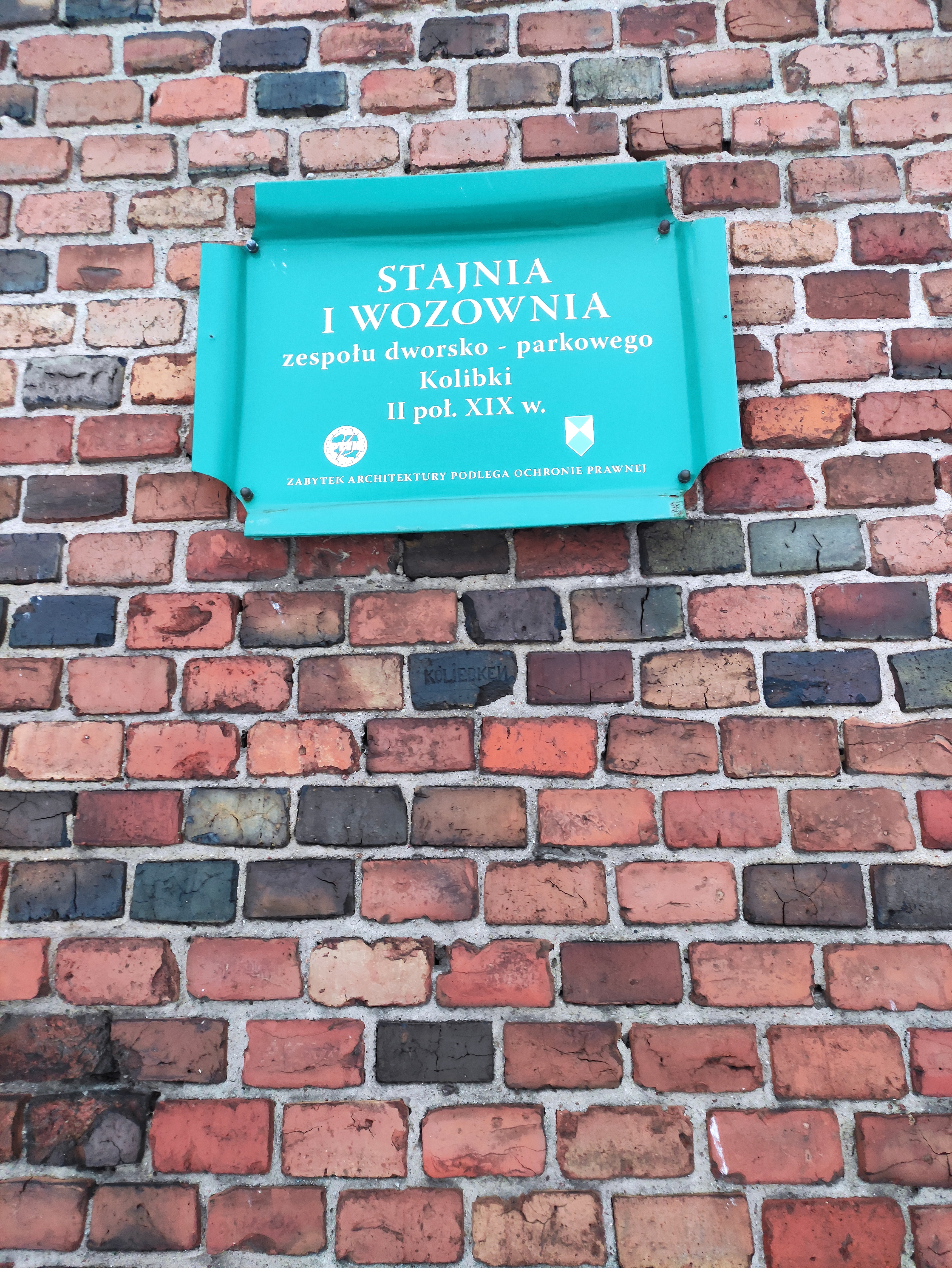